# Émeutes de 1968 à Baltimore
Les émeutes de 1968 à Baltimore sont une série d'émeutes qui éclatèrent en 1968 à Baltimore (Maryland, États-Unis) à la suite de l'assassinat de Martin Luther King.

## Contexte
Le 4 avril 1968 à Memphis, Martin Luther King est tué. Des émeutes prirent rapidement naissance dans 125 villes à travers les États-Unis. À Baltimore, l'émeute ne débuta que deux jours plus tard. À l'apparition des manifestations le samedi 6 avril, le gouverneur du Maryland Spiro Agnew fit appel à des milliers de soldats de la garde nationale et à 500 policiers de l'État pour stopper les violences. Lorsqu'il est apparu que les troupes d'État n'arrivèrent à faire face aux incidents, le gouverneur fit appel au président Lyndon B. Johnson pour avoir un soutien de l'armée fédérale.
Le dimanche après-midi, 5 000 soldats du XVIIIe corps de l'armée de l'air, spécialement entraîné pour ce type d'évènements, furent déployés dans la ville la baïonnette au fusil. Ils étaient équipés également de dispersants chimiques. Deux jours plus tard, ils furent rejoints par une brigade d'infanterie légère de Fort Benning (Géorgie). Au total, six personnes furent tuées, 700 furent blessées, des milliers d'incendies furent déclenchés et 4 500 manifestants furent arrêtés par l'armée avant d'être remis à la police. Des milliers de commerces furent ravagés et les dommages furent estimés à 13,5 millions de dollars de l'époque.
Un des faits marquants de cette émeute fut la sortie de Spiro Agnew qui critiqua la faible mobilisation des leaders afro-américains pour apaiser les esprits. Il se fit alors remarquer par Richard Nixon qui en fit le candidat au poste de vice-président lors de l'élection présidentielle de 1968.